# Estadio Ciro López
El Estadio Ciro López es el estadio de fútbol de la ciudad de Popayán, Colombia. Tiene una capacidad de 5000 espectadores.
Fue el estadio donde jugó sus partidos de local el Deportivo Independiente Popayán y el Atlético Popayán en la década de 1990 y el Dimerco Real Popayán en su breve estancia en la Categoría Primera B. De igual manera, en algunas ocasiones Millonarios y América realizarían sus juegos de pretemporada.
El Deportivo Pasto jugó de local por la Categoría Primera A ante Independiente Medellín en la fecha siete del Torneo Apertura 2008.
Desde el Segundo semestre del 2011, es la nueva casa del equipo Centauros de la Primera B, procedente de Villavicencio, quien paso a llamarse Universitario de Popayán, tras una serie de acuerdos entre el alcalde de la ciudad y las directivas del equipo, el cual representa a la ciudad en el torneo de ascenso en Colombia desde el segundo semestre de 2011. Para ser remodelado, la liga caucana de fútbol debe entrar a negociar con la alcaldía la sesión o venta del escenario deportivo, pero que por falta de compromiso de sus dirigentes la ciudad de Popayán no tiene en un futuro corto un escenario digno de fútbol para una capital departamental para mostrar a toda Colombia.
Si el equipo Universitario Popayán pasa a la categoría Primera A, debe buscar nueva sede y otro patrocinio porque el estadio Ciro López no cumple con las mínimas exigencias de la Dimayor para jugar la máxima categoría y no existe la posibilidad de remodelar el estadio o construir uno nuevo por falta de recursos. Su estado actual es deplorable.